# Давиель, Жак

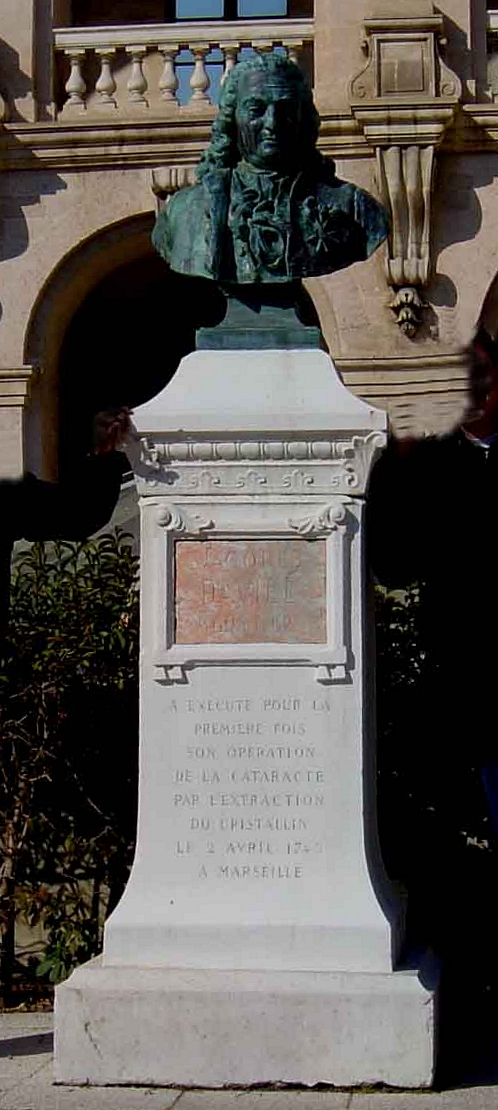
Памятник Жаку Давиелю в Марселе

Жак Давиель (фр. Jacques Daviel; 11 августа 1696, Нормандия — 30 сентября 1762, Женева, Швейцария) — французский учёный-медик, врач-офтальмолог, хирург, первым провёл хирургическую операцию по удалению мутного хрусталика из глаза путём операции.

## Биография
Изучал медицину в Париже и Руане. Стал известен в 1719 году своей деятельностью во время чумы. Получил степень доктора медицины в Медицинской школе Руана, практиковал в Марселе, где был связан с медицинской школой. С 1728 г. полностью посвятил себя изучению глазных болезней. Работал в госпитале для инвалидов и стал личным окулистом короля Людовика XV.
Жак Давиель первым развил уже ранее высказанную идею об операции по удалению катаракты и успешно осуществил её 8 апреля 1747 года, чем приобрел вечную память не только в истории медицины, но и в истории человечества. В 1748 г. Жак Давиель впервые опубликовал технику операции экстракапсулярной экстракции катаракты, которая после многочисленных усовершенствований применяется и по сей день.
Слава Давиеля была так велика, что его приглашали не только ко всевозможным дворам, но к нему приезжали больные со всех стран. Так, например, в 1762 он за один месяц произвëл 206 операций катаракты, из которых 182 увенчались успехом. У большинства его пациентов были получены хорошие результаты, несмотря на то, что в те времена отсутствовало представление об асептике и антисептике.
В марте 1756 г. он был избран членом Лондонского королевского общества. В 1759 году — иностранным членом Шведской королевской академии наук.
Жак Давиель умер от инсульта в 1762 году во время поездки в Швейцарию в Женеве.

## Избранные научные труды
- «Lettre sur les maladies des yeux» (1748);
- «Deux lettres sur les avantages de l’opération de la cataracte par extraction» (1756) и др.